# Rainbow Beach
Rainbow Beach est une ville côtière située dans la région de Wide Bay-Burnett, dans l'état du Queensland, en Australie, à l'est de Gympie. Au recensement en Australie de 2011, Rainbow Beach comptait 1 103 habitants. C'est une destination touristique populaire, à la fois comme site de visite et comme point de passage vers l'Île de Fraser Island.

## Géographie
Le nom de la ville provient des dunes de sable couleur arc-en-ciel qui bordent les côtes. Selon les légendes du peuple Kabi Kabi, les dunes se colorèrent arc-en-ciel lorsque Yiningie, un esprit représenté par un arc-en-ciel, s'écrasa sur les falaises après avoir perdu une bataille contre un membre maléfique de la tribu. La plupart des couleurs du sable proviennent de sa forte teneur en minéraux tels que le rutile, l'ilménite, le zircon, et la monazite. Au nord-ouest de la ville principale se trouve une dune de sable noir contenant de l'ilménite envahie par la végétation. Ce sable est actuellement en train d'être extrait à des fins commerciales vers la Chine, avec une extraction complète attendue d'ici deux ans.
La section Cooloola du parc national Great Sandy borde le sud de la ville. De nombreux circuits de randonnée traversant le parc national partent des abords sud de Rainbow Beach , y compris la pointe à l'extrémité nord à de la grande balade de Cooloola.
Par la route, Rainbow Beach est situé à 75 km de la ville de Gympie, au bord de l'autoroute Bruce Highway, et à 239 km de la capitale de l'état du Queensland, Brisbane.

## Histoire
Initialement connue sous le nom de Black Beach, Rainbow Beach a été renommée en référence aux sables colorés situés non loin de la ville, faisant face au sud de Fraser Island sur Wide Bay. Elle a été classée jusqu'en 1969, lorsqu'il a été décrété qu'elle servirait à l'industrie locale d'extraction de sable. Jusqu'à cette époque, aucune route ne menait à Rainbow Beach : le seul moyen d'y accéder était par bateau à partir de Tin can Bay.
L'extraction de sable a cessé en 1976 et l'économie s'est tournée vers les loisirs et le tourisme.
Le Cherry Venture, appartenant à la flotte singapourienne, un cargo vide pesant 1 600 tonnes s'échoua le 8 juillet 1973 à cause de vents violents. Le cargo, parti de la Nouvelle-Zélande, était censé arriver à Brisbane mais s'est retrouvé empêtré dans une mer agitée par des vents violents. Alors que le commandant luttait contre la tempête, la chaîne de l'ancre se brisa en morceaux et sombra dans les 12 mètres de profondeur de l'océan. On tenta de remettre le navire à flot à plusieurs reprises, sans succès. Celui-ci fut ensuite dépouillé de ses équipements et laissé à la merci des éléments.

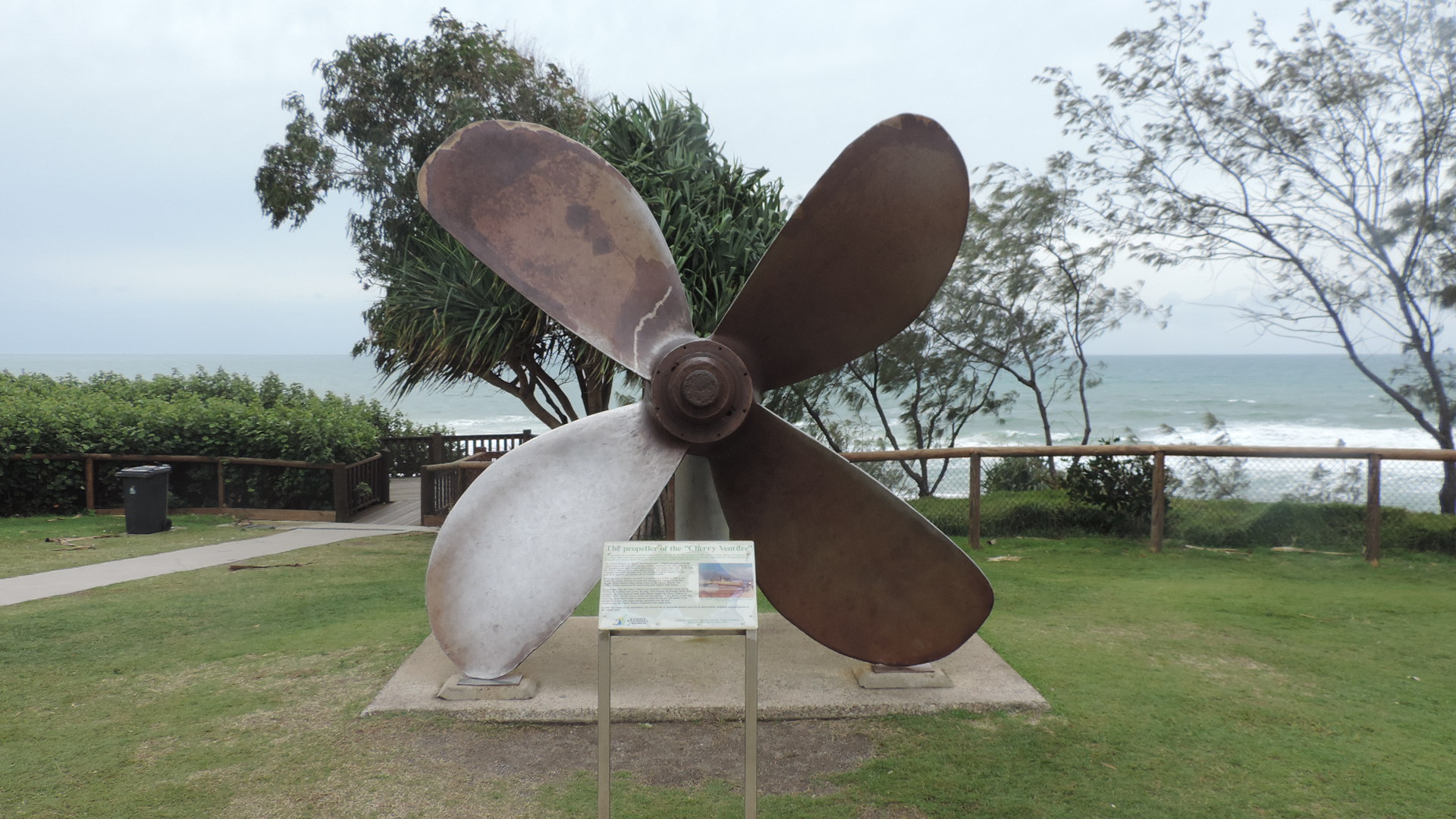
L'hélice du navire naufragé Cherry Venture, conservé et exposé à Rainbow Beach, 2016.

Jusqu'en 2007, ce mastodonte de rouille représentait un véritable atout touristique et pouvait même se vanter d'avoir son propre marchand de glaces. L'énorme hélice en acier inoxydable a été retirée du navire et est maintenant exposée dans le Parc Laurie Hanson, qui surplombe la plage de Rainbow Beach.

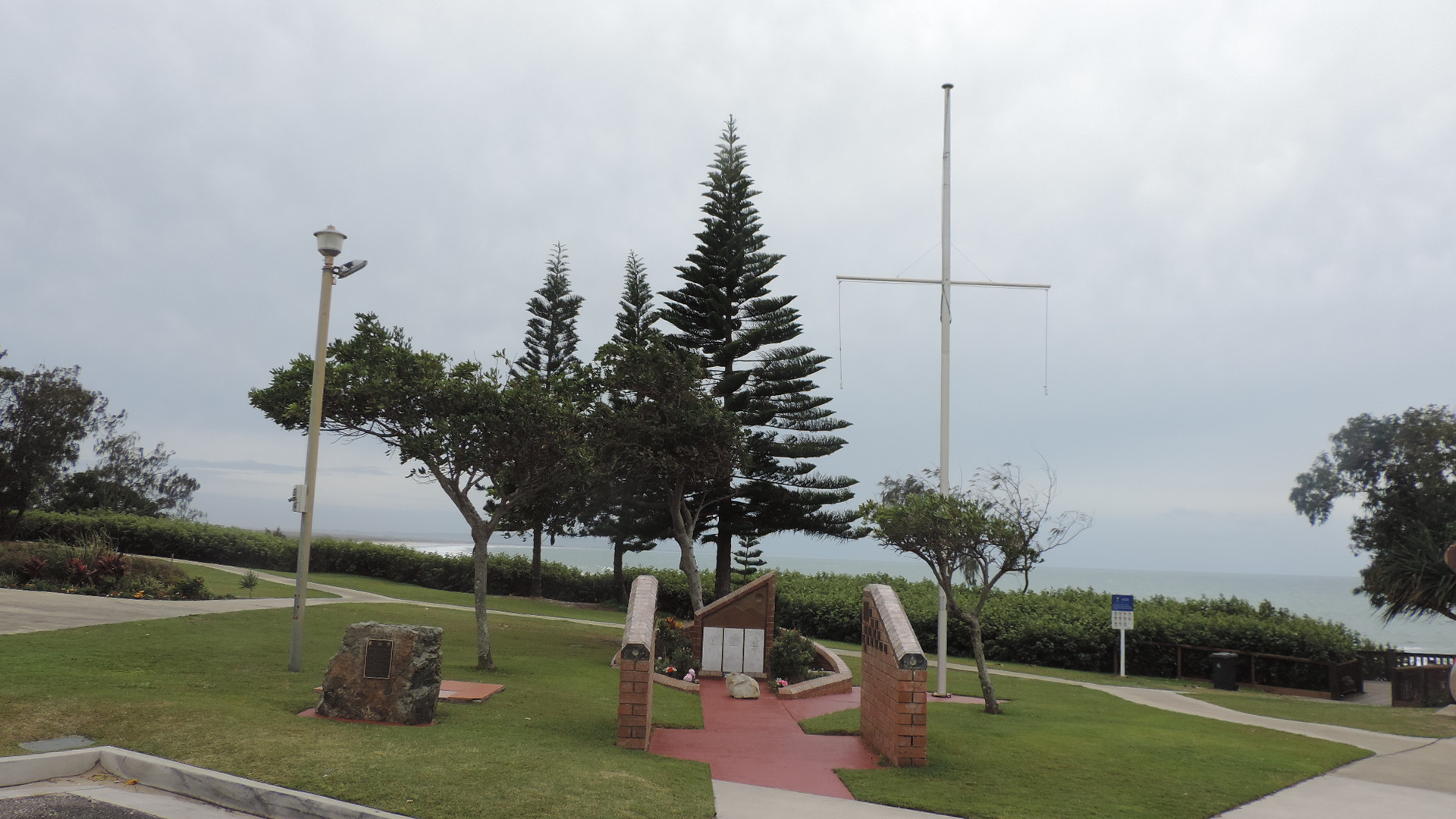
Mémorial de guerre, « À la mémoire de ceux qui ont donné leur vie depuis la Grande Guerre », 2016.

Le mémorial de guerre de la ville commémorant les morts de la Première Guerre mondiale et des conflits postérieurs a été rénové en 1993. Il est également situé dans le parc Laurie Hanson.
La Bibliothèque de Rainbow Beach a ouvert ses portes en 2012.

## Économie
Aujourd'hui, l'économie de la ville repose sur le tourisme, offrant des vacances calmes et idylliques, idéales pour la pêche et les escapades de retraités. La ville propose aux vacanciers amateurs de plage des hôtels, motels et campings. La ville se présente elle-même comme étant le « Portail vers Fraser Island », puisque des ferrys transportant des véhicules partent pour l'Île de Fraser island, au départ de Inskip Point, au nord de la ville. Double Island Point, une destination populaire pour les amateurs de 4x4, est située à l'est de la ville. Elle est également mise en avant comme destination écotouristique.
Bien qu'ayant une population permanente d'environ 900 habitants, près de 70 000 visiteurs s'y rendent chaque année.

## Installations de la Commune
Le conseil régional de Gympie gère la Bibliothèque de Rainbow Beach au sein de la Salle Communautaire de Rainbow Beach, 32 route de Rainbow Beach, Rainbow Beach.

## Dolines
En 2011, une grande doline a décimé une grande partie de la plage à Inskip Point, créant un gouffre estimé à plus de 100 mètres de long et plus de 50 mètres de profondeur.
Une grande doline s'est créée près de Rainbow Beach, affectant les campeurs au large d'Inskip Point en septembre 2015. Vers 10 h 30, les pêcheurs ont été les premiers à remarquer le retrait rapide de l'eau du rivage, rapporte le Brisbane Times. Casey Hughes déclarait à ABC news que lorsque la doline a commencé à s'ouvrir, cela grondait comme un coup de tonnerre. Le gouffre mesurait 150 mètres de long, 50 mètres de large et trois mètres de profondeur. Il a avalé une voiture, une caravane, une remorque de caravane et plusieurs tentes. On a dû évacuer 140 personnes du terrain de camping, mais aucun blessé n'a été signalé. La plupart des campeurs ont été en mesure de mettre leurs véhicules en sécurité avant que l'eau ne submerge leurs campements.